# 国司憲一郎のリンだRiNだ
『国司憲一郎のリンだRiNだ』（くにしけんいちろうのリンだリンだ）は山陽放送（RSK）で2013年10月9日から放送されていた瀬戸内ローカルの旅行情報番組。なお、本項目では前身となる『国司憲一郎の気分爽快! 自転車コーナー』（くにしけんいちろうのきぶんそうかい! じてんしゃコーナー）および『国司憲一郎の自転車に乗ってどこまでも!』（くにしけんいちろうのじてんしゃにのってどこまでも!）についても触れる。

## 概要
同局アナウンサーの国司憲一郎と大寺かおりが、各回で設定された、それぞれの担当地域を自転車で走り回り、地域の店やスポット、地元で活躍している人物などを巡って取材・レポートを行う地域情報番組。自転車ならではの視点を活かして地域の魅力を発掘する事を目的とした番組と、されている。
同局で制作・放映されている『VOICE21』と同傾向の番組といえるが、移動ツールが自転車に限定されている事や内容が「通りすがりの旅」として演出されている部分などで差別化がなされている。
番組のキャッチコピーも「国司アナの行き当たりばったり自転車旅!」となっており、国司アナの冠番組である事と、あくまでも偶然性による旅路の元で制作された内容である事が強調されている。
本番組の前身となったのは『RSKイブニング5時』にて2011年4月の放送開始時より2013年9月まで設定・放映されていた月曜枠のミニコーナー『国司憲一郎の気分爽快! 自転車コーナー』であり、これが放映される中で2013年5月25日に特別枠番外編として流した同コーナーの特番にあたる『国司憲一郎の自転車に乗ってどこまでも!』が本番組の独立番組としてのプロトタイプにあたる。
番組で回った場所及びルートは放映後、公式サイト上にて公開されている。なお単なるサイクリングではなく回によっては輪行も取り合わせたルート選択となっている。
なお国司と大寺は共に『VOICE21』のメインキャスターとしての経歴を持っており、さらには本番組の枠も『VOICE21』が週間レギュラー放映されていた最後の枠である。その意味で2人にとっては数年ぶりのゴールデンタイム情報番組への帰還、特に大寺にとっては正真正銘の同枠への帰還という事になる。
放送時間は、当初は19:00- 19:54の放送だったが、途中から20:00放送の『RSK地域スペシャル メッセージ』の放送をこのままつなげるため、19:00- 20:00の1時間番組になった。これにより水曜ローカル枠は、RSK地域情報番組2時間放送になった。このため『水トク』は、原則非ネットまたは、一部土日の不定期な時間に放送する。2014年5月より当番組は19:56- 20:56、『RSK地域スペシャルメッセージ』は20:56- 21:54に時間変更され、『水トク』3時間拡大放送がある場合は、19:00に代替番組を放送して、このままレギュラー放送か、当番組または『地域スペシャルメッセージ』を2時間拡大して放送するなど、色々な対応をとっている。。
2014年10月15日放送回から、山陽放送新人アナウンサーの田村真梨が新たにメンバーに加わったが2015年4月15日からは国司ひとりで走る形になった。ナレーションは奥富亮子が加わり、かつての『VOICE21』コンビがナレーションの形で復活している。
2015年に入ってからはキー局TBS発の特別番組が改編期以外でも編成される関係で月2回の放送ペースとなっている。同年9月30日をもって単独番組としてはいったん幕を引き、『イブニング5時』内の新コーナー「43歳、1人旅」へとコンセプトは引き継がれる。なお、10月からは『VOICE愛（ラブ）』が当枠でスタートされる予定。MCは宮武将吾、田中愛両アナが務める。

### 国司憲一郎の気分爽快！ 自転車コーナー
『国司憲一郎の気分爽快！ 自転車コーナー』（くにしけんいちろうのきぶんそうかい！ じてんしゃこーなー）は『RSKイブニング5時』月曜枠で放送当初より2013年9月23日まで放映されていたミニコーナー。
同番組の総合司会を務めていた国司が自転車に乗ってエリア（岡山県および香川県）の街中および自転車道や離島を巡り隠れた見所を再発見するコーナーとして放映されていた。この時点で本番組（『リンだRiNだ』）につながる基本フォーマットは全て出揃っているが、ミニコーナーの時点では本当にただ「国司が旅をする光景を放送している」という紀行番組としての性質が強く現れていた。
岡山県および香川県下には観光地として整備されている、地域の歴史に由来して根ざした自転車道が、いくつか存在しており、また街中では一方通行による交通規制が多く、瀬戸内海の離島部では自動車移動の用途は運搬がメインであるという地域的事情のため、自転車は身近な乗り物という認識があり、それが本コーナーおよび番組を制作する下地となっている。

## 出演

### レギュラー出演者
- 国司憲一郎 （2013年10月9日～2015年9月30日）
- 奥富亮子（声のみ、2015年4月15日～9月30日）

過去の出演者
- 大寺かおり（2013年10月9日～2014年10月8日・10月22日）
- 田村真梨（2014年10月15日・10月29日～2015年3月25日）

## スタッフ
- カメラ:大森高広・中川直樹（四国東通）
- カメラアシスタント:井上敬介
- ディレクター:阿部祐介：藤原武史

- 協力:BICYCLE PRO SHOP なかやま・YONEX

- 制作著作:RSK

## 主題歌
エンディングテーマ
「情熱自転車」
作詞：安井優子 / 作曲：安井明子
歌：安井優子
他にも番組中には怒髪天の「武蔵野流星号」など、自転車に関連した曲を流すことがある。

## 放送リスト
※リストの出展は基本的に公式サイトに典拠
| 放送日時       | タイトル                                                                             | エリア | 備考                     |
| -------------- | ------------------------------------------------------------------------------------ | --- | ------------------------ |
| 2013年 10月9日 | 走り初め！岡山・倉敷・高松 美味しい秋み～つけた。の巻                                | 岡山市北区東山～表町 倉敷市本町～東町～船倉町 高松市丸亀町～一宮町 | 初回放送                 |
| 10月16日       | うどんロードを行く！ 行き当たりばったりの自転車旅                                    | 倉敷市児島上の町～西阿知(JR)鴨方町～笠岡 宅間(JR)観音寺 さぬき市大川町                                                                                                   |                          |
| 10月23日       | 幻の味を求めて                                                                       | 高松市仏生山町～藤塚町～磨屋町～瀬戸内町 津山駅～津山市山下～新野東 |                          |
| 10月30日       | 「キノコ」をテーマにぶらり旅                                                         | 倉敷市老松町 国道193号(高松市塩江町町境～塩江温泉)～三木町虹の滝 奥津温泉周辺～旧上斎原村                                                                                |                          |
| 11月6日        | 情熱さぬき浜街道                                                                     | 観音寺市街地～仁尾 |                          |
| 11月13日       | 港町 牛窓特集                                                                        | 瀬戸内市牛窓町 |                          |
| 11月20日       | 行きあたりばったりのラーメンロード                                                   | 岡山市北区、高松市 |                          |
| 11月27日       | 岡山・香川の情熱「島巡り」                                                           | 香川県小豆島、笠岡市北木島 |                          |
| 12月4日        | 情熱 港町めぐり 冬の陣 ～日生・虫明・引田～                                          | 備前市日生町～備前市西片上～瀬戸内市邑久町 東かがわ市引田～東かがわ市坂元                                                                                                |                          |
| 2014年 1月1日  | 新春スペシャル・ぼっけえうまげな町めぐり１５０キロ                                   | さぬき市～高松市～玉野市築港～ 岡山市～倉敷市～総社市～浅口市 | お昼放送                 |
| 1月8日         | めでた！目出た！？情熱 県道214号線の旅                                               | 岡山市南区洲崎～岡山市南区米倉 |                          |
| 1月15日        | 街道を行く！                                                                         | 岡山・旧山陽道、香川・長尾街道 |                          |
| 1月22日        | 街道を行く2                                                                          | 岡山・旧山陽道、香川・旧金毘羅街道 |                          |
| 1月29日        | 湯けむり横丁 行き当たりばったり                                                      | 岡山市北区、吉備中央町、倉敷市水島 東かがわ市 |                          |
| 2月5日         | 伝説の四国霊場七ヶ所まいり 情熱！自転車遍路の旅                                      | 四国霊場七ヶ所 |                          |
| 2月26日        | 裸だ！祭だ！温泉だ！                                                                 | 美作市、和気町益原、おさふねサービスエリア、岡山市西大寺 |                          |
| 3月12日        | リンだＲｉＮだ的！春探しの旅～香川編～                                               | 高松市木太町、高松市春日町 |                          |
| 3月19日        | リンだＲｉＮだ的！春探しの旅～岡山・早島編～                                         | 岡山市北区、岡山市南区、都窪郡早島町 |                          |
| 3月19日        | 街道を行く3                                                                          | 香川・金毘羅街道 |                          |
| 4月9日         | 春爛漫！下津井＆仁尾町 瀬戸内らしさ再発見の旅                                        | 倉敷市下津井 三豊市三野町～三豊市仁尾町 |                          |
| 4月30日        | 2時間スペシャル四国八十八ヶ所霊場開創1200年 情熱へんろ自転車旅 ～逆打ち香川170キロ～ | さぬき市～高松市牟礼町～高松市飯田町 ～坂出市大屋冨町～宇多津町～善通寺市                                                                                                | 19:00からの2時間放送     |
| 5月21日        | 新見市の魅力再発見！自転車旅                                                         | 新見市西方～新見市高尾～新見市新見 |                          |
| 5月28日        | 元気になる島めぐり ～塩飽七島 行き当たりばったり～                                   | 丸亀本島、丸亀広島、丸亀手島、丸亀高見島 |                          |
| 6月4日         | 新緑の蒜山高原 ～行きあたりばったり自転車旅～                                        | 真庭市蒜山中福田、真庭市蒜山上福田、真庭市蒜山下福田 真庭市蒜山富山根、真庭市蒜山上長田                                                                                  |                          |
| 6月11日        | 綾川自転車道をゆく                                                                   | 高松市香川町～綾川町～坂出市府中町～坂出市加茂町～坂出市大屋富町 |                          |
| 6月18日        | 昭和レトロの旅 ～落合・久世・勝山～                                                  | 真庭市上市瀬～真庭市久世～真庭市鍋屋～真庭市勝山 |                          |
| 7月9日         | 開けてびっくり！玉手箱 浦島太郎伝説の荘内半島＆粟島                                  | 荘内半島（香川県三豊市詫間町）、香川県三豊市詫間町粟島 |                          |
| 7月16日        | 吉備路自転車道をゆく                                                                 | 岡山市北区楢津～岡山市北区吉備津～岡山市北区新庄下 |                          |
| 7月30日        | 旧・山陽道を行く！ ～黒田官兵衛から幻の京橋御門まで～                                | 瀬戸内市長船町福岡、岡山市東区寺山、岡山市東区吉井 |                          |
| 8月6日         | 自転車パラダイス ～オランダに行っちゃいましたスペシャル～（前）                      | オランダ |                          |
| 8月13日        | 自転車パラダイス ～オランダに行っちゃいましたスペシャル～（後）                      | オランダ |                          |
| 8月27日        | 涼を求めて 倉敷 行きあたりばったり                                                   | 倉敷市三田、倉敷市阿知、倉敷市本町 倉敷市中央、倉敷市船倉町、倉敷市酒津                                                                                                  |                          |
| 9月3日         | 情熱！港町めぐり ～玉島・寄島～                                                      | 倉敷市玉島中央町、倉敷市玉島柏島、倉敷市玉島阿賀崎 倉敷市玉島道口、倉敷市玉島黒崎、浅口市寄島町                                                                          |                          |
| 9月10日        | シルバーウィークは近場へGO! 屋島・牟礼・庵治な旅                                     | 高松市屋島～高松市屋島西町～高松市屋島東町 ～高松市牟礼町～高松市庵治町                                                                                                  |                          |
| 10月8日        | 国司・平成脱藩の道！ ～四国カルスト 天狗高原へ～                                     | 高知県津野町 | 19:00からの放送          |
| 10月15日       | 幻のＳＬ 三蟠鉄道跡を行く！                                                          | 岡山市中区門田本町、岡山市中区旭東町 岡山市中区平井、岡山市中区江並三蟠港                                                                                                | 19:00からの放送          |
| 10月22日       | ビュビューンと気軽に海外旅行 発見！韓国なう                                          | ソウル・慶州（韓国） |                          |
| 10月29日       | 秋をさがして香東川                                                                   | 高松市塩江町安原、高松市香南町由佐、高松市香川町大野、高松市鶴市町 | 19:00からの放送          |
| 11月5日        | 秋晴れサイクリング 小田川沿いを行く！                                                | 倉敷市真備町川辺、岡山県矢掛町矢掛 |                          |
| 11月19日       | 歴史と文化のフルコース 津山市城西エリアを行く！                                      | 岡山県津山市二宮～岡山県津山市鉄砲町～岡山県津山市西今町 ～岡山県津山市田町～岡山県津山市堺町～岡山県津山市山下                                                          |                          |
| 11月19日       | 激走！温泉三昧～湯原温泉郷～真賀・足・湯原                                           | 岡山県真庭市勝山～岡山県真庭市仲間～岡山県真庭市神庭 ～岡山県真庭市都喜足～岡山県真庭市禾津～岡山県真庭市湯原茅森 ～岡山県真庭市本庄～岡山県真庭市湯原温泉               |                          |
| 12月10日       | ポッカポカだぜ港町～笠岡・寄島～                                                     | 岡山県浅口市寄島町、岡山県笠岡市 |                          |
| 2015年 1月21日 | ひつじ年！雪上サイクリングファットバイクで Let's Go!                                 | 岡山県真庭市蒜山中福田～岡山県真庭市蒜山湯船～岡山県真庭市蒜山下福田 ～岡山県真庭市蒜山本茅部～岡山県真庭市蒜山上長田～岡山県真庭市蒜山下和                              |                          |
| 1月28日        | 四国八十八ヶ所霊場 情熱へんろ自転車旅 逆打ち香川から愛媛へ                           | 愛媛県四国中央市、愛媛県西条市、愛媛県今治市、愛媛県松山市 愛媛県上浮穴郡久万高原町、愛媛県西予市、愛媛県宇和島市                                                        |                          |
| 2月4日         | ホットだぜ！街中サイクリング ～岡山・倉敷・浅口～                                    | 岡山市北区津島中、岡山市北区奉還町、岡山市北区撫川 倉敷駅前商店街、浅口市鴨方町                                                                                          |                          |
| 2月18日        | 四国八十八ヶ所霊場 情熱へんろ自転車旅 高知は修行の道場ぜよ！                         | 高知県土佐清水市、高知県室戸市、高知県香南市、高知県宿毛市 高知県高岡郡四万十町、高知県土佐市、高知県高知市、高知県南国市 高知県安芸郡安田町                             | テレビ高知でも同時ネット |
| 3月11日        | ビックリ仰天！？おかやま珍スポット                                                   | 岡山市北区出石町、岡山市北区丸の内、岡山市北区天神町 岡山市北区奉還町、岡山市北区高柳西町                                                                                |                          |
| 3月25日        | 行きあたりばったり 春探しの旅                                                        | 香川県高松市仏生山町、高松市栗林町、高松市花園町 高松市屋島中町、高松市牟礼町                                                                                            |                          |
| 4月15日        | 情熱へんろ自転車旅 ～結願！逆打ち１４００キロ～                                      | 徳島県那賀町、徳島県勝浦町、徳島県美波町、徳島市国府町 徳島県阿南市、徳島県小松島市、徳島市一宮町、徳島県吉野川市 徳島県阿波市、徳島県上板町、徳島県板野町、徳島県鳴門市 | 19:00からの放送          |
| 4月29日        | GW近場で絶景を楽しもう！                                                             | 岡山県備前市日生町、高梁市成羽町 |                          |
| 5月6日         | 新見珍スポット 世間遺産って何？                                                      | 岡山県新見市 |                          |
| 5月20日        | リンだでラン♪ＲＵＮ♪『おかやまマラソン』                                             | 岡山県岡山市南区藤田 → 岡山市南区市場 → 岡山市北区後楽園 → 岡山市北区南方                                                                                                |                          |
| 6月3日         | 実は日本一！ももちゃり街中サイクリング ～超穴場スポット＆人気のお店～                | 岡山県岡山市北区 |                          |
| 6月10日        | 絶景シリーズ2 ～大自然のキャンバス棚田～                                             | 岡山県久米郡美咲町、香川県小豆郡土庄町、香川県小豆郡小豆島町 |                          |
| 7月8日         | 夏休みSP(1) 人気です！片鉄ロマン街道                                                 | 岡山県備前市西片上、岡山県和気町、岡山県美咲町吉ヶ原 |                          |
| 7月15日        | 夏休みSP(2) より道 しまなみサイクリング（前編）                                      | 広島県尾道市西御所町 → 尾道市向島 → 尾道市因島 → 愛媛県越智郡上島町 → 広島県尾道市瀬戸田町                                                                               |                          |
| 7月22日        | 夏休みSP(2) より道 しまなみサイクリング（後編）                                      | 愛媛県今治市上浦町、今治市大三島町、今治市伯方町 今治市宮窪町、今治市吉海町                                                                                              |                          |
| 7月29日        | 夏休みSP(3) 行かなきゃ損！ソン！西粟倉村                                             | 岡山県英田郡西粟倉村 |                          |
| 8月19日        | 夏休みSP(4) ヒンヤリ探して日本海へ！                                                 | 岡山県吉備中央町、岡山県真庭市、岡山県新庄村 鳥取県日野町金持、鳥取県伯耆町、鳥取県米子市                                                                                |                          |
| 9月2日         | 目指せ！太平洋 四国縦断 笑しべ長者の旅(1)                                            | 香川県高松市田町 → 高松市香川町 → 高松市塩江町 → 徳島県美馬市脇町 |                          |
| 9月9日         | 目指せ！太平洋 四国縦断 笑しべ長者の旅(2)                                            | 徳島県板野郡 → 徳島県徳島市国府町 → 徳島市山城町 → 徳島市片上町 → 徳島市八万町 → 徳島県小松島市 → 徳島県海部郡美波町                                                     |                          |
| 9月16日        | 目指せ！太平洋 四国縦断 笑しべ長者の旅(3)                                            | 徳島県海陽町浅川字 → 徳島県海陽町奥浦町 → 高知県東洋町 → 高知県室戸市室戸岬町                                                                                            |                          |
| 9月30日        | グルメだ！癒しだ！さぬき市だ！ 行きあたりばったり 秋風サイクリング                   | さぬき市津田町、さぬき市寒川町、さぬき市大川町 さぬき市鴨庄 | 最終回                   |